# Очхамурі
Очхаму́рі (груз. ოჩხამური) — селище міського типу (даба) в муніципалітеті Кобулеті, Аджарія, Грузія. Розташоване в північній рівнинній частині Аджарії біля річки Очхамурі.